# Archipel de San Juan
L'archipel de San Juan partagé entre l'État de Washington et la Colombie-Britannique est divisé en deux groupes d'îles:
- Les îles Gulf (Canada).
- Les îles San Juan (USA).